# إزرائيل كوهن
إزرائيل كوهن (بالعبرية: ישראל כהן‏) (16 ديسمبر 1971 باللد في إسرائيل - ) هو لاعب كرة قدم إسرائيلي في مركز الدفاع. لعب مع بيتار القدس ومكابي كفر كنا ونادي بني يهودا تل أبيب وهبوعيل حيفا وHapoel Rishon LeZion F.C. ‏ وMaccabi Herzliya F.C. ‏ وHapoel Nahlat Yehuda F.C. ‏ وهبوعيل تل أبيب ‏ وMaccabi Ironi Bat Yam F.C. ‏.

## وصلات خارجية
- إزرائيل كوهن على موقع قاعدة بيانات كرة القدم.إي يو (الإنجليزية)